# حاملات الأكياس
حاملات الأكياس أو كوليوفوريدي أو العث حامل الكيس  أو فصيلة كوليوفوريدي (الإسم العلمي:Coleophoridae)، هي فصيلة من العثة ذات الحجم الصغير، تتواجد من هذه الفصيلة الكثير من العثث في جميع القارات، وأكثر ما تتواجد في الجزء الشمالي من الكرة الأرضية، ويندر أن تتواجد في القارات الجنوبية مثل أفريقيا وأوقيانوسيا وأمريكا الجنوبية.

## الأنواع
من أنواع فصيلة الكوليوفوريدي:
- Augasma
- حامل الأكياس
- Corythangela
- Enscepastra
- Goniodoma
- Iriothyrsa
- Ischnophanes
- Ischnopsis
- Metriotes
- Nasamonica
- Porotica